# Everolimus
Everolimus (merknaam: Certican of Afinitor (Novartis)) is een immunosuppressief geneesmiddel. Het wordt als oraal geneesmiddel gebruikt om orgaanafstoting te voorkomen bij volwassen patiënten na een hart- of niertransplantatie. Voor deze indicatie zijn er (disper)tabletten van 0,25 en 0,75 mg in de handel onder de naam Certican®.
De werking van everolimus is vergelijkbaar met die van sirolimus, waarvan het afgeleid is. Deze geneesmiddelen zijn zogenaamde mTOR-inhibitoren: ze remmen het kinase mTOR ("mammalian target of rapamycin"), en blokkeren zo de activatie van T-cellen. Sirolimus en everolimus zijn onderling vervangbaar, met dit verschil dat sirolimus enkel voor toepassing bij niertransplantaties is geregistreerd. Everolimus is een nieuwer geneesmiddel dan sirolimus. Als proteinekinaseremmer zijn er tabletten van 5 en 10 mg in de handel onder de merknaam Afinitor®  en van 2,5 mg en 5 mg onder de naam Votubia®.
Everolimus en andere mTOR-inhibitoren worden ook onderzocht naar hun potenties voor de behandeling van bepaalde kankers en tumoren. In 2007 heeft het Europees Geneesmiddelenbureau EMA aan everolimus de status van "weesgeneesmiddel" toegekend voor de behandeling van gastro-entero-pancreatische neuro-endocriene tumoren (GEP-NETs) en van niercelcarcinoom. Het is als Afinitor goedgekeurd in de EU voor gevorderd niercel carcinoom (Advanced Renal Cell carcinoma (RCC)) wanneer eerdere VEGF-targeted therapie niet heeft geholpen.
In Nederland wordt het middel ook toegepast en per 1-1-2013 vergoed bij uitgezaaide borstkanker. Toegevoegd aan exemestane kan chemotherapie zo gemiddeld 11 maanden worden uitgesteld.
Everolimus is zowel een substraat voor CYP3A4 en voor P-glycoproteïne (Pgp) én remt zelf presystemisch CYP3A4 en Pgp. Het dient daarom onder streng toezicht te worden toegediend wegens het grote scala aan interacties met geneesmiddelen en voedingsstoffen zoals grapefruitsap.